# Yorgia
A Yorgia egy korongszerű állatka az Ediakara korból. Egyesek szerint ő jelenti az átmenetet a Dickinsonia és a Spriggina között, ezt az előbbi kettővel való részleges hasonlóságra alapozzák. Ennek azonban ellentmond a kreatúra növekedési mintázata.
A teste egy rövid, karéjszerű fejből áll, amin semmilyen függelék nem figyelhető meg, és egy nagy, ízelt törzsből. Az állat mintegy 25 cm hosszú volt. A megjelenése lapos, széles, korongszerű lehetett.
A teremtményt a kihalt Proarticulata törzsbe sorolták be.

## Elnevezés
A nem Yorgia elnevezése a Fehér-tenger melletti Jorga-folyótól származik, ahol először találták meg a fosszíliáit. A faj Yorgia waggoneri elnevezése Ben Waggonernek állít emléket, aki a maradványokat felfedezte.

## Alaktan

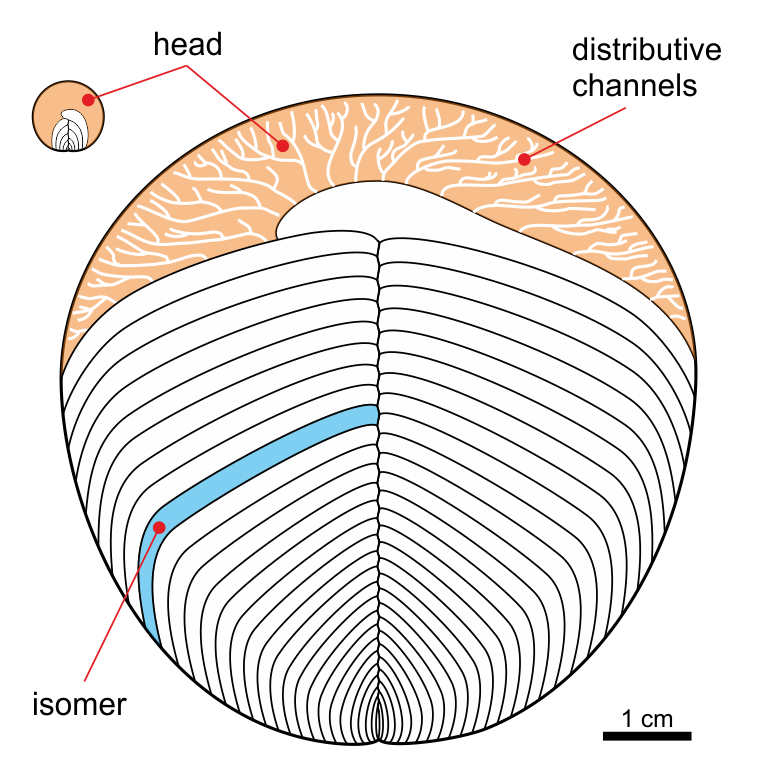
A Yorgia waggoneri testfelépítésének a vázlata.

A Yorgia és más proarticulaták testfelépítése rendhagyó a megszokott magányos (nem telepes) állatokéhoz képest. Az amúgy kétoldalú szimmetriát mutató teste egy tengelyből kinövő szegmensekre van tagolva, azonban ezek a szegmensek egymáshoz képest el vannak csúszva, egyfajta csúsztatva tükrözéses szimmetriát hozva létre. Hasonló szimmetriát találunk a Spriggina vagy a Dickinsonia esetén is. Egyes proarticulaták emellett még egy furcsa, aszimmetriát rontó felépítési részlettel is rendelkeznek. A Yorgia kezdő szegmense például a többi szegmenssel ellentétben a központi tengelyen balra túlnyúlik. Ez és néhány további egyedi jellegzetesség arra vezetett kutatókat, hogy a proarticulaták a valódi szövetes állatok testvércsoportja lehet.
A jószág hátoldala szegmentálatlan volt, és a Cephalonega, Lossinia vagy Dickinsonia hátoldali részéhez hasonlóan szemölcsök borították.

## Maradványok
A Yorgia waggoneri lenyomatait a Fehér-tenger lelőhelyein találták meg, az Ediakara kor vendiai periódusából származó üledékekben. Ezeket 555,5 millió éves korúnak becsülik. Más Yorgia fajokat találtak az Ural-hegységben és az ausztrál Flinders hátságban.
A Yorgia legtöbb lenyomatát homokkőágyak fenekén találták meg. Ezek negatív nyomatok. Más nyomok alapján az állatka belső felépítését is megsejthetjük. A nyomok szerint két csomósor, egy középponti cső, ebből bordaszerűen elágazó további csövek és egy félköríves alak, a hozzátartozó kör közepén lyukkal tanulmányozható a testen. Ezeket nemi szerveknek, bélrendszernek és szájnak vélik.

### Nyomfosszíliák

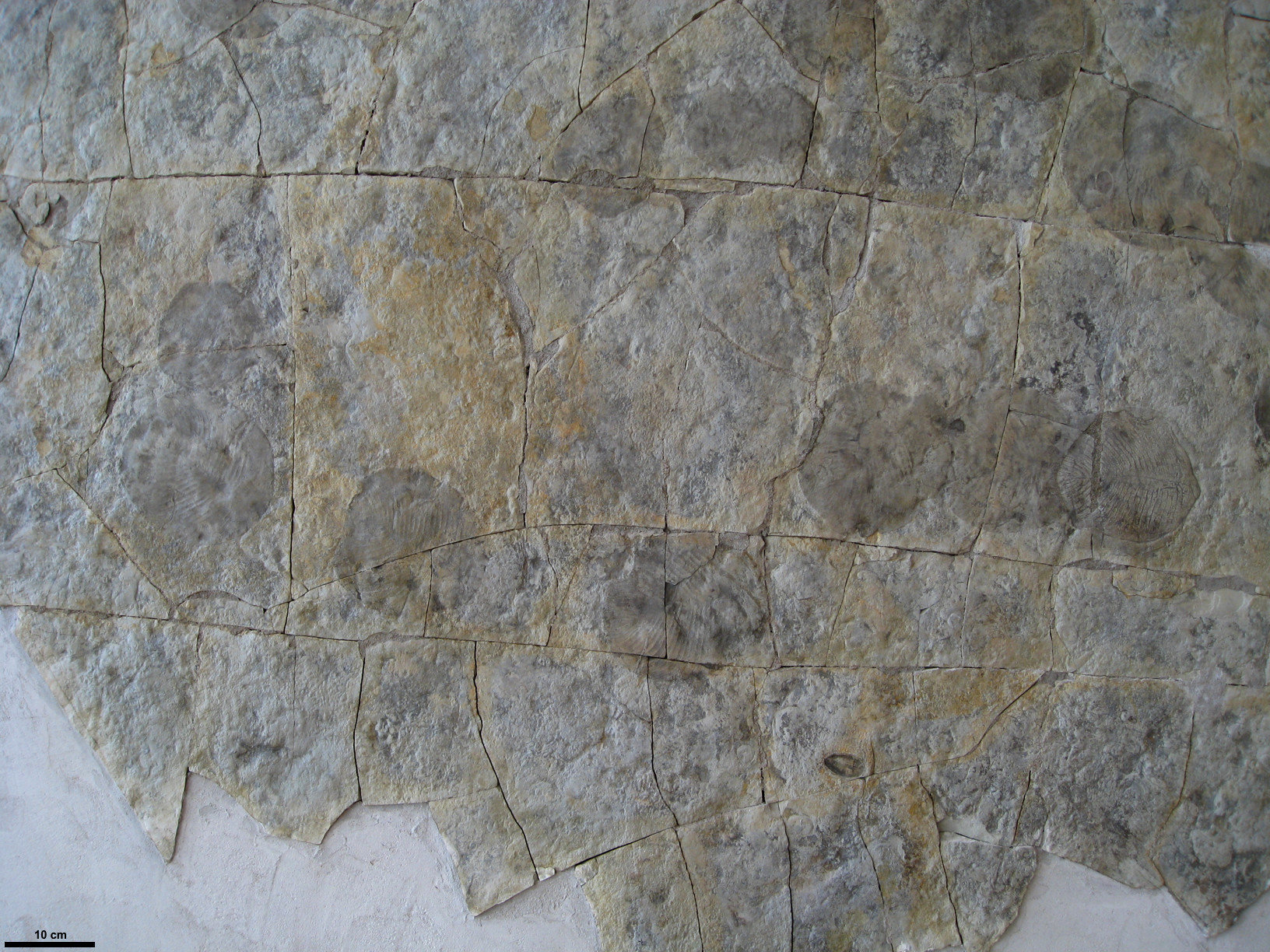
A Yorgia waggoneri nyomfosszíliái, amit eredetileg Epibaionként azonosítottak.

Egyes fosszíliák pozitív lenyomatok láncaként jelennek meg (ezt Epibaion waggoneri nyomfajként írták le), aminek végén az állat negatív lenyomatát találhatjuk meg. Ezeket mindig a kőzet "elefántbőr" felületein találhatjuk meg, amit a kutatók a mikrobiális film lenyomataként értelmeznek. Ezek szerint a Yorgia a mikrobaszőnyeget fogyasztotta táplálékként, melyet a hajszerű függelékei, csillói továbbítottak a szegmensek közötti mélyedéseken keresztül a lény testébe. Ennek nyomaiként azonosítottak a legelészés nyomai környékén észlelhető sevronszerű mintázatokat. A csillókkal való táplálkozás teljesen ismeretlen az Ediakra kor után.

A Yorgia nyomfosszíliái alapján lehet következtetni más proarticulaták (Epibaion, Phyllozoon) nyomainak táplálkozási mintázatként való azonosításában. A hasonló nyomok arra utalnak, hogy a proarticulata kreatúrák a tengerfeneket sepregették étkezésként. Kisebb mintázatokat Dickinsonia táplálkozási nyomként sikerült értelmezni.

## Fordítás
Ez a szócikk részben vagy egészben  a   Yorgia című angol Wikipédia-szócikk ezen változatának fordításán alapul.  Az eredeti cikk szerkesztőit annak laptörténete sorolja fel. Ez a jelzés csupán a megfogalmazás eredetét és a szerzői jogokat jelzi, nem szolgál a cikkben szereplő információk forrásmegjelöléseként.